# Bisectriu

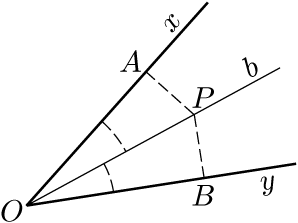
Bisectriu de l'angle

La bisectriu d'un angle és la recta que el divideix en dos angles iguals. Més formalment, és el lloc geomètric dels punts que són equidistants als dos costats de l'angle, és a dir, on la distància d'un punt qualsevol de la bisectriu a un dels costats de l'angle és igual a la distància d'aquell punt a l'altre costat.
L'equivalència entre les dues definicions es pot veure així: sigui l'angle {\displaystyle {\widehat {xOy}}} amb vèrtex {\displaystyle O} i costats {\displaystyle x} i {\displaystyle y}.
- D'una banda, si la recta {\displaystyle b} n'és la bisectriu i {\displaystyle P} és un punt qualsevol de la bisectriu {\displaystyle b}, els triangles {\displaystyle \triangle PAO} i {\displaystyle \triangle PBO} són triangles rectangles amb els angles rectes respectius a {\displaystyle A} i a {\displaystyle B} amb la hipotenusa comú, {\displaystyle PO} i dos angles iguals, {\displaystyle {\widehat {POA}}={\widehat {POB}}}. En conseqüència, els dos triangles {\displaystyle \triangle PAO} i {\displaystyle \triangle PBO} són iguals i, per tant, també ho són els catets homòlegs {\displaystyle {\overline {PA}}={\overline {PB}}}, cosa que prova l'equidistància del punt {\displaystyle P} als dos costats {\displaystyle x} i {\displaystyle y} de l'angle.

- Inversament, si {\displaystyle P} és un punt equidistant dels costats {\displaystyle x} i {\displaystyle y} de l'angle, {\displaystyle {\overline {PA}}={\overline {PB}}}. Com abans, els triangles {\displaystyle \triangle PAO} i {\displaystyle \triangle PBO} són triangles rectangles amb els angles rectes respectius a {\displaystyle A} i a {\displaystyle B} amb la hipotenusa comú, amb catets iguals {\displaystyle {\overline {PA}}={\overline {PB}}}. Els dos triangles,{\displaystyle \triangle PAO} i {\displaystyle \triangle PBO}, són, doncs, iguals i ho són també els angles homòlegs {\displaystyle {\widehat {POA}}={\widehat {POB}}}. Per tant, {\displaystyle b} és la bisectriu der l'angle {\displaystyle {\widehat {AOB}}={\widehat {xOy}}}.

## Construcció

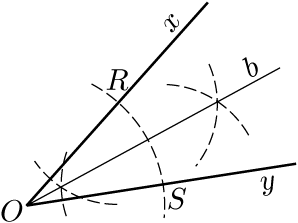
Construcció de la bisectriu de l'angle

Construcció amb regle i compàs de la bisectriu

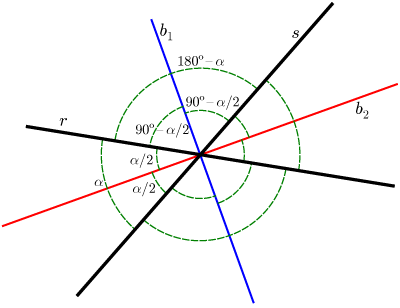
Les dues bisectrius, i, de dues rectes i que es tallen

La bisectriu d'un angle es pot construir amb regle i compàs. Donat l'angle {\displaystyle {\widehat {xOy}}}, amb centre al vèrtex {\displaystyle O} es marca l'arc {\displaystyle RS}. Aleshores, cadascuna de les dues interseccions de dues circumferències del mateix radi amb centres a {\displaystyle R} i a {\displaystyle S}, són equidistants dels costats de l'angle {\displaystyle {\widehat {xOy}}} i determinen una recta que és la bisectriu d'aquest angle.

## Bisectrius de dues rectes que es tallen
Dues rectes que es tallen determinen quatre angles, angles suplementaris els contigus dos a dos i angles iguals els angles oposats pel vèrtex, també dos a dos. Cada parella d'angles oposats pel vèrtex té una recta bisectriu comuna i, per tant, queden definides dues bisectrius. Com que angles adjacents són suplementaris, és a dir, sumen un angle pla, les dues bisectrius determinen la meitat d'aquests angles plans, formen angles rectes i són, per tant, perpendiculars. A la figura, les rectes {\displaystyle r} i {\displaystyle s} determinen els angles suplementaris {\displaystyle \alpha } i {\displaystyle 90^{\circ }-\alpha }, i les bisectrius {\displaystyle b_{1}} i {\displaystyle b_{2}} formen angles que valen {\displaystyle \alpha -\left(90^{\circ }-\alpha \right)=90^{\circ }}.

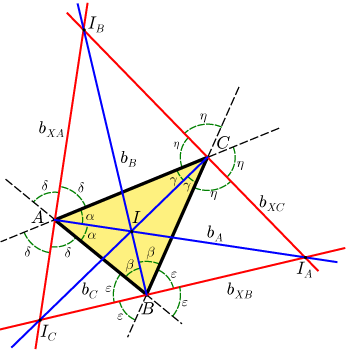
Bisectrius interiors, i i bisectrius exteriors, i d'un triangle

## Bisectrius d'un triangle
Les bisectrius interiors o, simplement bisectrius d'un triangle són les bisectrius de cadascun dels seus angles. Les tres bisectrius interiors d'un triangle es tallen en un punt que s'anomena incentre. Però cadascun dels angles exteriors del triangle té la pròpia bisectriu: aquestes són les bisectrius exteriors que es tallen dues a dues i amb una bisectriu interior en els tres exincentres del triangle.